# Rode schorpioenmier
De rode schorpioenmier (Crematogaster scutellaris) is een mierensoort uit de onderfamilie van de Myrmicinae. De wetenschappelijke naam van de soort is voor het eerst geldig gepubliceerd in 1792 door Olivier.
De soort komt voornamelijk voor in het Middellandse Zeegebied. In 2022 dook de soort ook op in België.